# Eurya saxicola
Eurya saxicola är en tvåhjärtbladig växtart som beskrevs av H. T. Chang. Eurya saxicola ingår i släktet Eurya och familjen Pentaphylacaceae. Utöver nominatformen finns också underarten E. s. puberula.